# Carl von Dragoritsch
Carl von Dragoritsch, Carl Dragoritsch, Karl Dragorich (ur. 1816, zm. 19 czerwca 1889 w Wiedniu) – austriacki prawnik i urzędnik konsularny.
Prawdopodobnie pochodzenia chorwackiego. Praktykował w resorcie sprawiedliwości, m.in. był zatrudniony w C.K. Sądzie Kryminalnym Bukowiny w Czerniowcach (K.K. Bukowinaer Criminal-Gericht zu Czernowitz) (1839-1849). Następnie pełnił cały szereg funkcji w austriackiej służbie zagranicznej, m.in. sekretarza konsulatu w Jassach (1849-1855), wicekonsula w Braile (1857-1859), konsula w Szkodrze (1859-1860), konsula w Stambule (1860-1867), konsula w Trabzonie (1867-1868), konsula w Ruse (1868-1869), kier. urzędu/konsula/konsula generalnego w Gdańsku (1869-1881), skąd przeszedł na emeryturę.
Odznaczony pruskim Orderem Królewskim Korony III klasy.